# 白鳥町立北濃小学校干田野分校
白鳥町立北濃小学校干田野分校（しろとりちょうりつ　ほくのうしょうがっこう　ひたのぶんこう）は、かつて岐阜県郡上郡白鳥町（現・郡上市）に存在した公立小学校の分校。

## 概要
- 北濃小学校の分校であり、白鳥町干田野が校区であった。1981年に白鳥町が町内の分校（牛道小学校阿多岐分校・牛道小学校六ノ里分校・北濃小学校第一分校・北濃小学校第一分校）[注釈 2]を廃止することが議決され、1982年廃校。

## 沿革
- 1955年（昭和30年）
  - 1月 - 干田野に北濃小学校干田野冬季分校が開校。
  - 4月 - 通年の分校となり、北濃小学校干田野分校を設置する。
- 1956年（昭和31年）4月1日 - 白鳥町、牛道村、北濃村が合併し、白鳥町が発足。同時に白鳥町立北濃小学校干田野分校に改称する。
- 1981年（昭和56年）12月 - 廃校が決定する。
- 1982年（昭和57年）3月 - 廃校。